# 八月初七
八月初七，农历八月第七天。

## 出生
- 清康熙三十九年(1700年)：弘昀，清朝雍正帝第二子，乾隆帝的哥哥。
- 契丹景福二年（1032年)：辽道宗耶律洪基出生。

## 逝世
- 日本嘉保三年(1096年)：媞子內親王，白河天皇之女。
- 清康熙二年（1663年）：尚蘭叢，琉球翁主(王女之意)。

## 参看
- 日历
- 八月初五 - 八月初六 - 八月初七 - 八月初八 - 八月初九
- 七月初七 - 八月初七 - 九月初七
- 正月 - 二月 - 三月 - 四月 - 五月 - 六月 - 七月 - 八月 - 九月 - 十月 - 十一月 - 腊月
- 公历8月7日